# Ланча Фулвия
Ланча Фулвия (на италиански: Lancia Fulvia) е италиански автомобил седан и купе, произвеждан от италианския производител Ланча. Първият модел е представен на Автомобилното изложение в Женева през 1963 г.

## История
Ланча Фулвиа (Тип 818) е наследник отчасти на модела Ланча Ардеа. Той е един от първите малки семейни седани на марката. Моделът е изработен под ръководството на Карло Пезенти. Първата серия е снабдена с 4-цилиндров двигател с 58 конски сили – 1500 кубически сантиметра. Кодовите имена на мотора започват от 818.000. Най-мощният двигател е със 132 конски сили. Оборотите при него достигат до 6600 за минута. Скоростната кутия на седана е ZF. През 1965 г. е представена купе версията на модела. През 1965 г. се появява и модел, разработван заедно със Загато. След 4 години се появява и Ланча Фулвия 2Ц. Моделът се отличава от първия седан Фулвия по предната решетка и различното оформление на задните стопове. Въведени са и редица иновативни решения в интериора и скоростомера на автомобила.

## Спортни изяви
През 1965 г. Ланча Фулвия Купе участва в ралито Tour de Corse. В следващите състезания моделът е представен с технологични подобрения спрямо първите модели като Ланча Ардеа, участвали в рали състезания. Двигателят на модела е с мощност конски сили. Алуминиевите материали в каросерията и някои компоненти и покритите с плексиглас изолационни материали за електрониката в автомобила го правят високотехничен спрямо други автомобили по това време в рали състезанията. Фулвия е печелила различни състезания в Италия, Великобритания, Гърция, Мароко, Швеция и новите технологични възможности и доусъвършенстването на модела водят до утвърждаването му като фактор в рали фамилията на Ланча.

## Производство
- Първа генерация:седан(1963-1969)

| години    | модел                    | брой произведени |
| --------- | ------------------------ | ---------------- |
| 1963–1964 | Ланча Фулвия 1Ц          | 32 200           |
| 1964–1969 | Ланча Фулвия 2Ц          | 48 266           |
| 1967–1969 | Ланча Фулвия ДжиТи       | 9400             |
| 1967–1969 | Ланча Фулвия ДжиТи       | 24 330           |
| 1967–1969 | Ланча Фулвия ДжиТи Греча | 358              |
| 1967–1969 | Ланча Фулвия ДжиТи       | 298              |
| 1968–1969 | Ланча Фулвия ДжиТи Е     | 10 386           |

- Втора генерация:седан(1969-1972)

| години    | модел                      | брой произведени |
| --------- | -------------------------- | ---------------- |
| 1969–1970 | Ланча Фулвия 4в            | 22 319           |
| 1970–1972 | Ланча Фулвия 5в            | 41 687           |
| 1969–1970 | Ланча Фулвия Серия 2 Греча | 690              |
| 1970–1972 | Ланча Фулвия Серия 2 Греча | 2114             |

## Прототип
През 2003 г. на изложението в Женева е представен концептуален модел Ланча Фулвия. Този модел е имал за цел да представи един бъдещ спортен модел на марката. Тежкото финансово състояние на концерна пренасочва финансови средства в създаването на масови модели и не пуска този модел в серийно производство.